# 22109 Loriehutch
22109 Loriehutch este un asteroid din centura principală de asteroizi.

## Descriere
22109 Loriehutch este un asteroid din centura principală de asteroizi. A fost descoperit pe 1 august 2000 la Socorro, New Mexico, în cadrul proiectului LINEAR. Asteroidul prezintă o orbită caracterizată de o semiaxă mare de 2,26 ua, o excentricitate de 0,19 și o înclinație de 6,6° în raport cu ecliptica.